# Louise Fitzhugh
Œuvres principales
- Harriet l'espionne
- Personne ne peut changer sa famille

Louise Fitzhugh (1928-1974) est une femme de lettres et illustratrice américaine de littérature d'enfance et de jeunesse.

## Biographie
Louise Fitzhugh est née à Memphis dans une famille aisée. Ses parents divorcent et son père obtient sa garde. 
Elle fait ses études à Bard College où elle se sensibilise à la politique et à l'antiracisme. Elle étudie aussi à l'Art Students League of New York et à la Cooper Union. Elle obtient ensuite son transfert à Barnard College où elle termine ses études. Elle vécut ensuite principalement à New York, mais avait aussi des maisons à Long Island et à Bridgewater (Connecticut).
Elle illustre le roman pour enfants Suzuki Beane, de Sandra Scoppettone, qui paraît en 1961. Il s'agit d'une parodie de la série de romans Eloise : alors qu'Eloise vit dans un grand hôtel, Suzuki est la fille de beatniks à Greenwich Village. Louise Fitzhugh était lesbienne, tout comme Sandra Scoppettone.
Elle passe à l'écriture avec Harriet l'espionne, publié en 1964, et qui est depuis considéré comme un classique de la littérature de jeunesse américaine. Deux personnages du roman réapparaissent dans deux autres livres, The Long Secret (1965), sur l'adolescence, et Sport (1979). 
Avec Sandra Scoppettone, elle écrit la pièce de théâtre Bang, Bang, You're Dead, qu'elle illustre également, publiée par Harper & Row en 1969. 

## Œuvres traduites en français
- Harriet l'espionne (Harriet the Spy, 1964), traduit de l'anglais par Jean Queval, illustrations de Mette Ivers, Fernand Nathan, coll. Bibliothèque internationale, 1980 ; ill. d'Anne Tonnac, trad. par Mona de Pracontal, Gallimard Jeunesse, 1997.
- Personne ne peut changer sa famille (Nobody's Family Is Going to Change, 1974), Gallimard, coll. Page blanche, 1987.

## Distinctions
- New York Times Outstanding Books of the Year citation, 1964
- Oklahoma Sequoyah Book Award, 1967 (pour Harriet the Spy)

## Adaptations
- Harriet la petite espionne, film de Bronwen Hughes (1996)
- Harriet l'espionne : La Guerre des blogs, téléfilm réalisé par Ron Oliver (2010).